# Америчка Девичанска Острва на Светском првенству у атлетици у дворани 1997.
Америчка Девичанска Острва су учествовала на 6. Светском првенству у атлетици у дворани 1997. одржаном у Паризу од 7. до 9. марта. То је било пето светско првенство у дворани на којем су учествовала. Репрезентацију су представљале две атлетичарке које су се такмичиле у 3 дисциплине. 
Такмичари Америчких Девичанских Острва нису освојили ниједну медаљу, а оборемн је један лични рекорд.

## Учесници
Жене:
- Амира Бело — 60 метара, 200 метара
- Флора Хјасинт — Скок удаљ

## Резултати

### Жене
| Атлетичарка   | Дисциплина | Лични рекорд | Квалификације | Квалификације | Полуфинале            | Полуфинале            | Финале                | Финале       | Детаљи |
| Атлетичарка   | Дисциплина | Лични рекорд | Резултат      | Место         | Резултат              | Место                 | Резултат              | Место        | Детаљи |
| ------------- | ---------- | ------------ | ------------- | ------------- | --------------------- | --------------------- | --------------------- | ------------ | ------ |
| Амира Бело    | 60 м       |              | 7,60          | 5. у гр. 7    | Није се квалификовала | Није се квалификовала | Није се квалификовала | 25 / 35 (38) |        |
| Амира Бело    | 200 м      | 23,45о       | 24,34         | 5. у гр. 1    | Није се квалификовала | Није се квалификовала | Није се квалификовала | 26 / 26 (28) |        |
| Флора Хјасинт | 200 м      | 6,72о        | 6,38 ЛР       | 8. у гр. А    |                       |                       | Није се квалификовала | 17 / 22 (25) |        |